# Horbî, Hrebinka
Horbî (în ucraineană Горби) este un sat în comuna Rudka din raionul Hrebinka, regiunea Poltava, Ucraina.

## Demografie
Componența lingvistică a localității Horbî
     Ucraineană (96,55%)
     Rusă (3,45%)
Conform recensământului din 2001, majoritatea populației localității Horbî era vorbitoare de ucraineană (96,55%), existând în minoritate și vorbitori de rusă (3,45%).